# Río Espino
El Espino está situado en la comarca de La Maragateria, en el municipio de Luyego, provincia de León.
Es afluente del río Duerna, y nace en los montes de León entre los parajes de La Cetrera y Peña Cetrera, sigue por La Pila y la Presa, continua encajado entre Dos Aguas, El Apretón, Mata del Cura, Ciupuerco y la Pajarina, Negoelcuervo y Prado Llamas, recogiendo las aguas del río Víboras en el Pontón de Retumbiadal, sigue por El Retumbiadal, pasa por La Cimada del Valle del Informal y cruza Los Cascallos para unirse al Duerna y dejando a su derecha la Ermita de Santa Marina y su bosque de Carbayas.
El río va recogiendo las aguas de multitud de pequeños ríos, riachuelos y arroyos, además podemos encontrar en estos parajes diversas acequias de origen romano.
- Datos: Q6115112